# Pachycopsis lunifera
Pachycopsis lunifera là một loài bướm đêm trong họ Geometridae.